# Піщанокопське
Піщанокопське (рос. Песчанокопское) — село в Ростовській області, Росія.
Адміністративний центр Піщанокопського району й Піщанокопського сільського поселення.

## Географія
Розташоване за 156 км на південний схід від Ростова-на-Дону.

## Історія
Точна дата заснування села невідома. Відомо, що його засновано на річці Піщана, що тепер є підземною. Перші згадки про села Піщанокопське й Летницьке відносяться до 1803 року. Через будівництво та введенням у липні 1896 року в дію Владикавказької залізниці — на дистанції «Тихорєцька — Царицин» почала функціонувати станція Піщанокопська, а потім Развильна.
До 1910 року у селі було 10600 мешканців, 2 церкви, 3 училища, поштово-телеграфне відділення. Через село проходив поштовий тракт з Ростова на Ставрополь.

## Населення
Динаміка чисельності населення
| 1873  | 1909   | 1926   | 1939  |
| ----- | ------ | ------ | ----- |
| 5 292 | 12 595 | 12 092 | 8 542 |

## Економіка

###### Промислові підприємства
- ВАТ «Піщанокопське ХПП»
- ТОВ «Хлібозавод АгроТехноДар»
- ЗА «Пщанокопський хлібозавод»
- ЗАТ «Промстройматеріали»

###### сільськогосподарські підприємства
- ВАТ «Зоря» (колишній колгосп «Зоря»)
- ТОВ «Світанок»
- ТОВ «Русь»
- ТОВ «Агро»
- ТОВ «Агрос»

###### підприємства транспорту
- залізнична станція Піщанокопська Північно-Кавказької залізниці (з інфраструктурою, будівля вокзалу, тягова підстанція та інші).
- Піщанокопський зупинний пункт ПАТ «Донавтовокзал».

## Соціальна галузь

### Медицина
У селі розташоване основний лікувальний заклад району МБЗЗ «Центральна районна лікарня» Піщанокопського району (у структуру лікарні входять стаціонар, поліклінічне відділення, відділення швидкої медичної допомоги та інші відділення та допоміжні підрозділи).

### Освіта
Школи:
- МБОЗ Середня загальноосвітня школа № 1 імені Р. Ст. Алісова
- МБОЗ Середня загальноосвітня школа № 2
- МБОЗ Середня загальноосвітня школа № 3

Дитячі садки:
- №1 «Усмішка»
- № 200 «Попелюшка»
- № 4 «Струмочок»
- № 5 «Буратіно»

МБОЗ ДО Центр позашкільної роботи Піщанокопського району
МБОЗ ДО Дитячо-юнацька спортивна школа Піщанокопського району

### Культура
- МБОЗ ДО Дитяча школа мистецтв Піщанокопського району
- МБЗК Районний Палац культури «Ювілейний» Піщанокопського району[7] (РДК є глядацький зал на 676 місць, танцювальний зал, для гурткової роботи є 14 кімнат, для проведення заходів використовуються 2 холи на 2-му поверсі).
- МБЗК Історико-краєзнавчий музей Піщанокопського району[8].
- МБЗК Піщанокопського сільського поселення «Парк культури і відпочинку».

## Пам'ятки
- Покровська церква (1854).
- Пам'ятник В. І. Леніну (1985)[9]. Пам'ятник виконаний з граніту. Встановлений на постаменті на площі села.
- Пам'ятник піонеру-героя Жорі Пономарьову. Є пам'яткою історії та культури Піщанокопського району
- Пам'ятний знак розстріляним військовополоненим. В селі в ярах цегельного заводу біля станції Піщанокопська з серпня 1942 по січень 1943 року було розстріляно 188 осіб, включаючи 113 військовослужбовців.
- Обеліск в пам'ять про загиблих у роки Другої світової війни земляків в с. Піщанокопське (1967).
- Пам'ятники командирам Червоної Армії, уродженців села Піщанокопське, генерал-майору Давидову Петру Михайловичу та комісара 1-ї кінної армії, політробітнику часів Другої світової війни Шевельову Никифору Опанасовичу[10].
- Пам'ятник «Фронтовий вдові і матері солдата». На гранітному постаменті пам'ятника встановлені скульптури жінки й хлопчика. Пам'ятник споруджено з ініціативи сільських фронтовиків Каліберда В. В. та Косова А. П.

## Видатні уродженці Піщанокопського
У селі народилися видатні особистості:
- Давидов, Петро Михайлович (1894—1963) — радянський воєначальник.
- Резенков, Кирило Пилипович (1896—1969) — Герой Радянського Союзу.
- Телепов, Микола Олексійович (1916—2001) — російський, радянський живописець.